# アメリカ沿岸警備隊
アメリカ合衆国沿岸警備隊（アメリカがっしゅうこくえんがんけいびたい、英語: United States Coast Guard, USCG）は、アメリカ合衆国の沿岸警備隊である。連邦政府の法執行機関であり、アメリカ軍の6つの軍種の1つ。アメリカ合衆国に8個ある武官組織の1つでもある。
アメリカ軍の一部であるが、国防総省ではなく国土安全保障省に属し、隊員4万2190名、予備役7899名、文民8722名、補助隊員3万2156名を擁する。航空機197機、カッター（巡視船）84隻、その他巡視艇など多数の船艇を運用する。

## 所掌
合衆国法典第14編では、沿岸警備隊の主な任務を下記のとおりに定めている。
- 公海及び合衆国の管轄が及ぶ水域上、水面下及び上空（領空および公空）におけるあらゆる連邦法の執行又はその支援
- 法の執行又はその支援のための海上対空監視又は阻止行動
- 海洋における生命及び財産の保全を推進するための法の適用並びに規則の公布及び執行
- 海上航路標識等の設置
- 国際合意に基づく砕氷活動
- 海洋調査
- 戦時に海軍の特別部局として機能するための準備態勢の維持

### 軍との関係
USCGは国防総省の機関ではないが、常設の軍の組織として、防衛準備態勢を維持している。合衆国法典第10編では、陸海空宇宙軍・海兵隊と並び、USCGもアメリカ合衆国軍であることが示されている。
アメリカでは、陸海空宇宙軍・海兵隊には民警団法 (PCA) による明示的な許可なき法執行活動の禁止等の規制が課せられているが、USCGは、この規制対象とはなっていない。文民法執行機関との軍事協力法(Military Cooperation with Civilian Law Enforcement Agencies Act)等により、法的根拠が与えられて、USCGに軍が支援を行う場合はある。また、宣戦布告に際し、大統領の命令がある場合には海軍の一部門となり、一般的にPCAの対象となるが、その場合は合衆国法典第14編102条による法執行機関としての明示があり例外適用となる。

## 歴史

### 税関監視艇部の創設
独立直後のアメリカは、初代財務長官となったアレクサンダー・ハミルトンの構想に基づき、関税と酒税を連邦政府の二大収入源としていた。またその関税についてアメリカ国籍船を優遇することで、独立戦争で極端に弱体化した商船隊の復興を図っていたことから、関税の徴収・密輸取締りは国家の重要課題であった。このことから、まず第1議会の第1会期中の1789年7月31日、財務省傘下に税関監視艇部 (United States Revenue Cutter Service) が設置され、続く第2会期中の1790年8月4日には、武装したカッター10隻の建造と財務省による優先使用、特別捜査官100名の配備が可決された。これらの要員・船艇は1791年より任務を開始し、後のUSCGに至る系譜の端緒となった。
税関監視艇部は、当初はその名の通りに税関監視など連邦歳入法の執行を主任務としていたが、1831年、新任のルイス・マクレーン財務長官の命令に基づいて任務が拡大されて、合衆国沿岸での捜索救難が追加され、1837年12月22日の法改正によって公式の規定となった。また19世紀末の航海法の施行によって船舶の所有権関係や海上での船舶立入検査などの業務が増大したほか、1870年頃からはプリビロフ諸島でのアザラシ保護、1908年にはアラスカ州での狩猟法執行権限が付与されるなど、総合的な海上保安機関へと発展していった。また独立戦争時の大陸海軍は1785年までに解体されていたことから、1798年の擬似戦争を期に海軍が再編成されるまで、税関監視艇部がアメリカ唯一の洋上実力組織であり、1799年には、有事の際には大統領の命令によって海軍長官の指揮下に入ることが定められた。擬似戦争や1812年の米英戦争にも従軍している。
また1843年には、財政緊縮のため、税関監視艇部を廃止して監視艇を海軍に編入することも検討されたが、これは商務委員会の反対によって実現せず、逆に、従来は各地の税関長の指揮下にあった監視艇隊の指揮系統を一括化する税関監視艇局 (Revenue Marine Bureau) が設置されるなど、中央集権化が図られた。

### その他の海上保安組織の創設
アメリカの発展に伴い、税関監視艇部のほかにも、海上保安を担当する連邦政府機関が設置されるようになっていった。税関監視艇部の設置が可決されたのと同じ第1議会第一会期中の1789年8月7日には、従来は各植民地が担当してきた灯台等の航路標識の維持管理を連邦管轄に移すことが決議され、やはり財務省に灯台局 (United States Lighthouse Service) が設置された。議会や当局の決断不足もあり、同局はRevenue Marine、Bureau of Lighthouseと改称を繰り返し、また上部組織も財務省から商務・労働省、商務省と変遷が続いたものの、1939年7月1日、フランクリン・ルーズベルト大統領の大統領令によってUSCGに編入された。
19世紀の造船・航海技術の発達に伴い、これらの監督官庁も整備されていった。特に蒸気船の発達は海運に一大変革をもたらしていたが、黎明期には特にボイラーに問題があり、蒸気船の普及とともに爆発・火災事故が多発するようになっていった。1832年には、当時運航していた蒸気船の14％が爆発事故で損壊し、1000名以上の死者を出す事態となっており、また1837年にはルイジアナ州で「ベン・シェロッド」、ノースカロライナ州で「プラスキ」と大規模な蒸気船爆発事故が立て続けに発生した。これらの事態を受けて、1838年7月7日、連邦議会は蒸気船の定期検査制度の立ち上げを決議し、財務省にそのための蒸気船検査部 (Steamboat Inspection Service) を設置した。また1884年7月5日には、航海法の適用について監督する航海局 (Bureau of Navigation) も設置された。1932年、航海局と蒸気船検査部は合併したが、1942年3月1日には再度分割されて、航海局は古巣にあたる財務省関税局へ戻る一方、蒸気船検査部はUSCGに編入された。また航海局も、1946年にはUSCGに移管された。
西部開拓時代のアメリカは多くの移民を受け入れたが、彼らを運ぶ移民船には構造薄弱・技術未熟な船も多く、また多くの移民を詰め込んでいたこともあって、ニューヨーク港を目前にしてニュージャージーやロングアイランドの岩礁で難破し、悲惨な海難事故となることが少なくなかった。例えば、1830年代には毎年約90隻のアメリカ籍船が遭難したとされている。マサチューセッツ湾 (Massachusetts Humane Society) やニューヨーク港では市民ボランティアによる水難救済会が相次いで立ち上げられたものの、その他の地域では税関監視艇部が副次的に捜索救難の任にあたるのみであり、本来任務ではなかったことから、海難事故の増加に伴って加速度的に対応が困難になっていった。この状況に対し、1847年、連邦議会は税関監視艇部に捜索救難を任務とする人命救助部 (United States Life-Saving Service) を設置した。南北戦争前後はボランティア頼みの貧弱な体制であったが、1870年から1871年にかけて海難事故が多発したことから改革の機運が高まり、1878年には税関監視艇部から分離されて独立部局となった。

### USCGへの整理統合
このように多彩な海上保安機関が並行して活動していたことから、ウィリアム・タフト大統領が掲げた組織と結合の原則に従って、組織の整理統合が図られることとなった。これにより、1915年1月28日に創設されたのがUSCGであり、まず税関監視艇部と人命救助部が編入された。その後は上記の通り、1939年に灯台局、1942年に蒸気船検査部、そして1946年に航海局と、順次に各部局が編入されて、現在に至る体制が整備された。
上記の経緯より、創設当初のUSCGは財務省の隷下にあったが、1967年に運輸省が設置されるとこちらに移管された。そして2003年、新設された国土安全保障省に移管された。

## 編制

### 本部機構
上記の経緯より、2003年以降、USCGは国土安全保障省に属する。その指揮官となるのが沿岸警備隊総司令官である。総司令官は一期の任期が4年であり、沿岸警備隊士官の中から、上院の助言と承認を得て、大統領が任命する。
沿岸警備隊総司令官のもとには、下記のような内部部局が配されている。
- 沿岸警備隊副司令官
  - 沿岸警備隊最先任上級上等兵曹（別の訳語：沿岸警備隊先任伍長）。職務は総司令官及び副司令官に助言するのみ。総司令官及び副司令官の共同直属ではあるが決定権はない。海軍最上級上等兵曹（別の訳語：先任伍長）や陸軍最上級曹長等に相当。
  - 沿岸警備隊参謀長
    - 機材管理部門
    - 公民権部門
    - 採掘部門
    - 政府公務作業部門
    - 危機管理対策部門
    - 海上保安及び環境保全部門
    - 人命救助部門
      - 隊員養成学校
      - 沿岸警備隊研究所
      - 隊員募集課
      - 任務受理課

    - 作戦実行部門
      - 予備隊員課
      - 船舶安全課
      - 橋脚管理課
      - 法律強制執行
      - 国家方面センター
      - 誘導センター
      - 捜索救助
      - (展開作戦群（英語版）) : Coast Guard Deployable Specialized Forces (DSF) - 2013年に廃止。
        - 戦術法執行チーム : Tactical Law Enforcement Teams (TACLET)
          - 法執行部隊（英語版） : Law Enforcement Detachments (LEDETs)

        - 海上保安チーム（英語版） : Maritime Safety and Security Team (MSST)
        - 海洋治安即応チーム（英語版）: Maritime Security Response Team (MSRT)

    - 情報部門
      - 情報部CGI (Coast Guard Intelligence)

### 実施部隊
沿岸警備隊は海上の管轄地域を大きく太平洋と大西洋（五大湖含む）方面に分け、太平洋方面4個管区、大西洋方面5個管区にて担当している。航空基地を24ヶ所に有している。

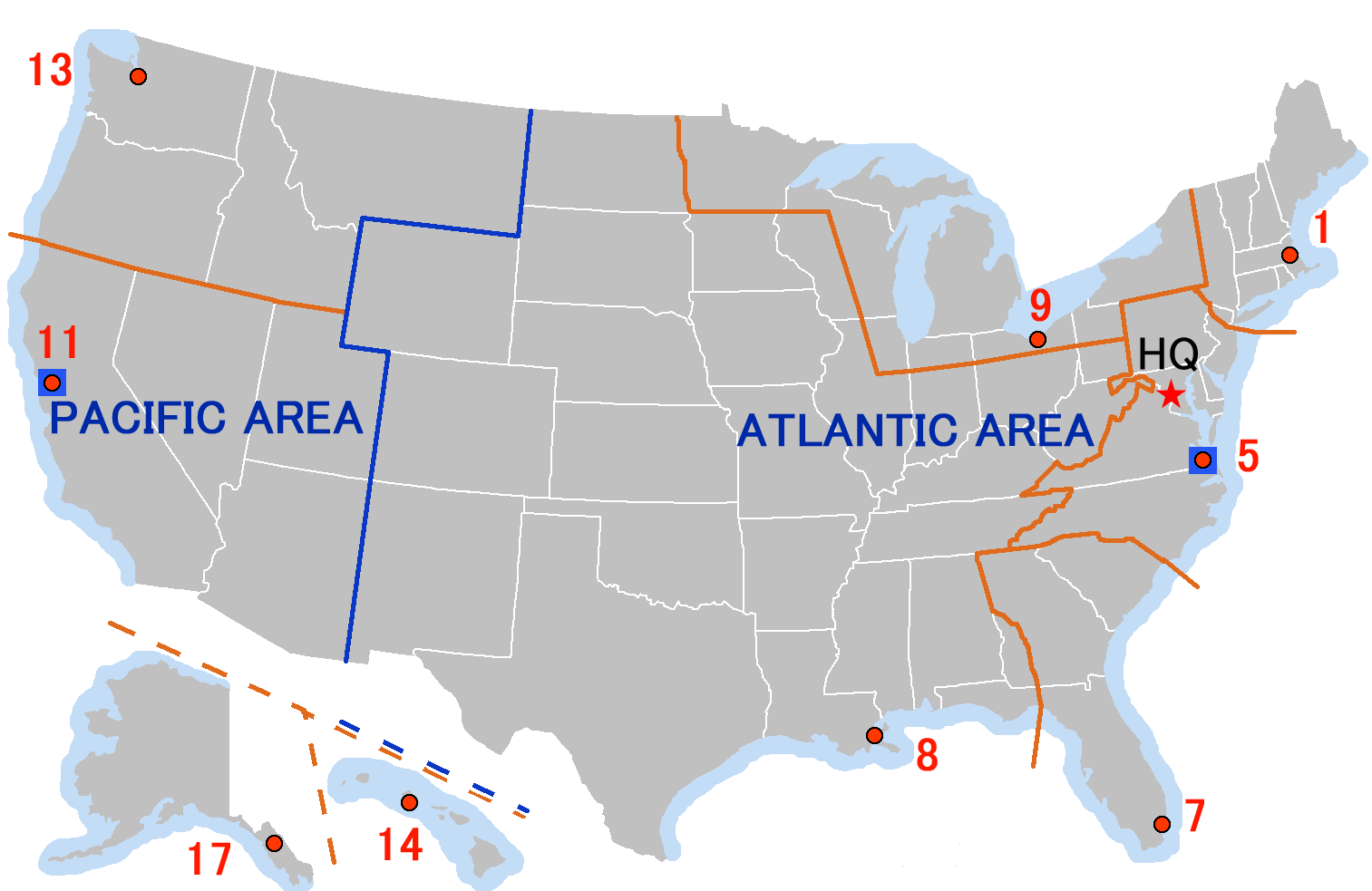

| 保安方面   | 管区名   | 指揮本部                     | 担当地域                                                                                                  |
| ---------- | -------- | ---------------------------- | --- |
| 大西洋方面 | 第1管区  | マサチューセッツ州ボストン   | ニューイングランド各州、ニューヨーク州、北部ニュージャージー州                                            |
| 大西洋方面 | 第5管区  | バージニア州ポーツマス       | ペンシルベニア州、南部ニュージャージー州、 デラウェア州、メリーランド州、バージニア州、ノースカロライナ州 |
| 大西洋方面 | 第7管区  | フロリダ州マイアミ           | サウスカロライナ州、ジョージア州、東部フロリダ州                                                          |
| 大西洋方面 | 第8管区  | ルイジアナ州ニューオーリンズ | ミシシッピー川を中心とする西部河川およびメキシコ湾                                                        |
| 大西洋方面 | 第9管区  | オハイオ州クリーブランド     | 五大湖周辺                                                                                                |
| 太平洋方面 | 第11管区 | カリフォルニア州アラメダ     | カリフォルニア州、アリゾナ州、ネバダ州、ユタ州                                                            |
| 太平洋方面 | 第13管区 | ワシントン州シアトル         | オレゴン州、ワシントン州、アイダホ州、ワイオミング州                                                      |
| 太平洋方面 | 第14管区 | ハワイ州ホノルル             | ハワイ州                                                                                                  |
| 太平洋方面 | 第17管区 | アラスカ州ジュノー           | アラスカ州                                                                                                |

| 保安方面   | 管区名   | 基地所在地                                                                                    |
| ---------- | -------- | --------------------------------------------------------------------------------------------- |
| 大西洋方面 | 第1管区  | マサチューセッツ州ケープコッド                                                                |
| 大西洋方面 | 第5管区  | ノースカロライナ州エリザベスシティ、ニュージャージー州アトランティックシティ                  |
| 大西洋方面 | 第7管区  | フロリダ州クリアウォーター、フロリダ州マイアミ、ジョージア州サバンナ、プエルトリコ            |
| 大西洋方面 | 第8管区  | テキサス州ヒューストン、コーパスクリスティ、ルイジアナ州ニューオリンズ。アラバマ州モービル    |
| 大西洋方面 | 第9管区  | ミシガン州デトロイト、ミシガン州トラバースシティ                                              |
| 太平洋方面 | 第11管区 | カリフォルニア州フンボルトベイ、サクラメント、 サンフランシスコ、ロサンジェルス、サンディエゴ |
| 太平洋方面 | 第13管区 | オレゴン州アストリア、ノースバンド、ワシントン州ポートエンジェルス                            |
| 太平洋方面 | 第14管区 | ハワイ州バーバーズポイント                                                                    |
| 太平洋方面 | 第17管区 | アラスカ州コディアック、シトカ                                                                |

### 人材

#### 階級
沿岸警備隊の階級は、合衆国法典第14編第301条 14 U.S.C. § 301等により規定されている。最高位の沿岸警備隊総司令官 (Chief of the Coast Guard) として大将 (Admiral) が補されている。
士官
| 士官 Officers      | 士官 Officers            | 士官 Officers                    | 士官 Officers                                | 士官 Officers       | 士官 Officers        | 士官 Officers                    | 士官 Officers        | 士官 Officers                       | 士官 Officers     | 士官 Officers |
| 大将 Admiral (ADM) | 中将 Vice Admiral (VADM) | 少将（上級） Rear Admiral (RADM) | 少将（下級） Rear Admiral, Lower Half (RDML) | 大佐 Captain (CAPT) | 中佐 Commander (CDR) | 少佐 Lieutenant Commander (LCDR) | 大尉 Lieutenant (LT) | 中尉 Lieutenant Junior Grade (LTJG) | 少尉 Ensign (ENS) |               |
| O-10               | O-9                      | O-8                              | O-7                                          | O-6                 | O-5                  | O-4                              | O-3                  | O-2                                 | O-1               |               |
| ------------------ | ------------------------ | -------------------------------- | -------------------------------------------- | ------------------- | -------------------- | -------------------------------- | -------------------- | ----------------------------------- | ----------------- | ------------- |
|                    |                          |                                  |                                              |                     |                      |                                  |                      |                                     |                   |               |

准士官
2021年現在の沿岸警備隊准士官の階級の最上位は上級兵曹長4、最下位は上級兵曹長2である。本来最上位であるはずの上級兵曹長5は1994年に承認されてはいるものの、未だに任官された者はいない。上級准士官は大統領名によって任官される。兵曹長1は1995年より使用されていない。
|  |  |  |  |

下士官
|  |  |  |  |  |  |  |  |  |

兵
|  |  |  |

#### 養成
士官の養成は主に、コネチカット州ニューロンドンにある沿岸警備隊士官学校によって行われる。4年間の教育を受けた後に、理学士の学位を得て、少尉に任官される。艦艇（カッター）乗員や陸上勤務のほか、一部は航空機搭乗員の訓練に回される。卒業生には最低5年の就労義務がある。他の軍（隊）とは異なり、予備役将校訓練課程は設置されていないが、沿岸警備隊員学校内に新卒者向けの士官候補生学校は設置されている。こちらは17週間と5軍の中で最も長い期間である。
新兵については、ニュージャージー州ケープメイにあるケープメイ沿岸警備隊訓練センターにて8週間の基礎訓練・教育が行われる。
また、法律家や技術者など7千名以上の文民を採用している。

## 装備

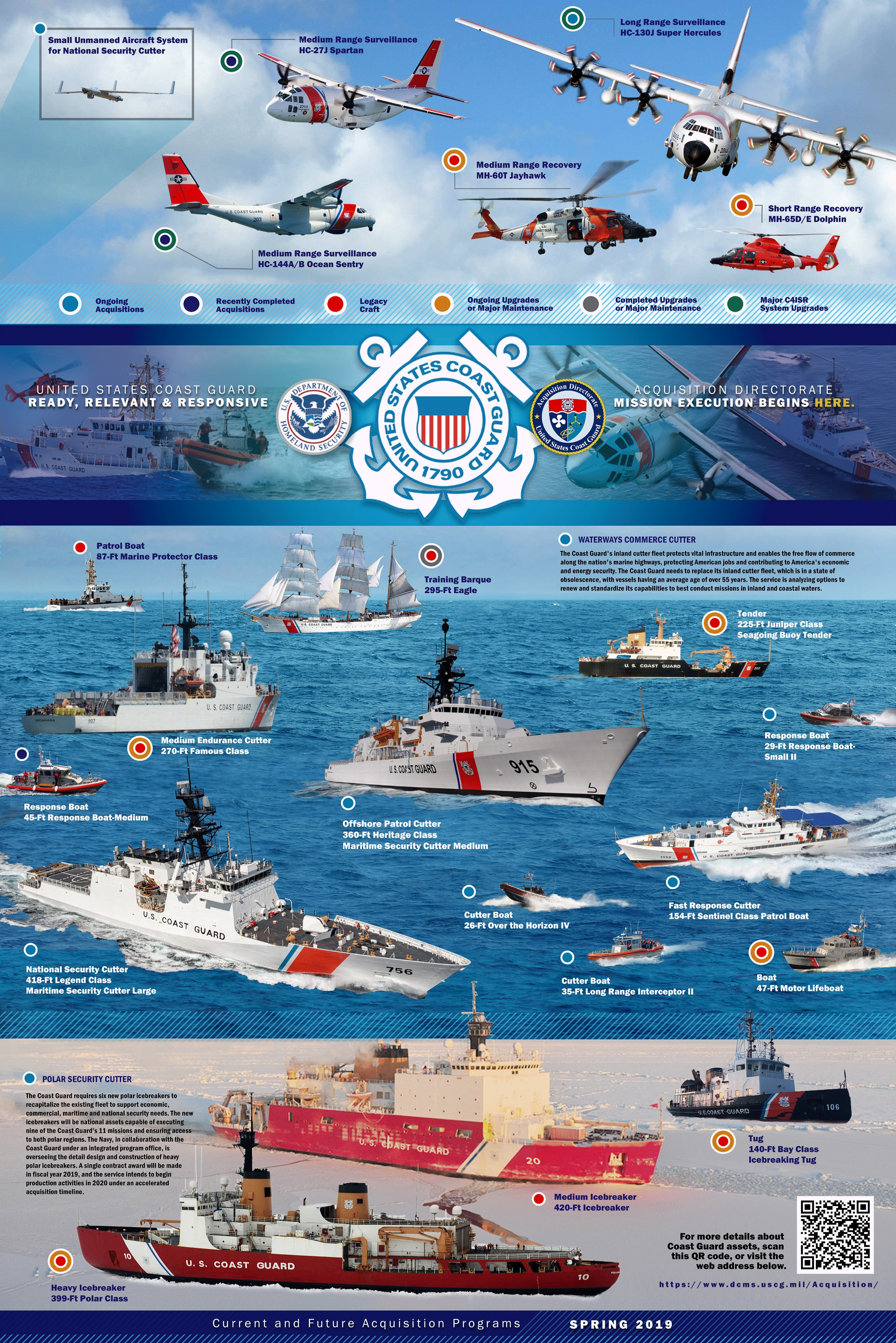
艦船と航空機

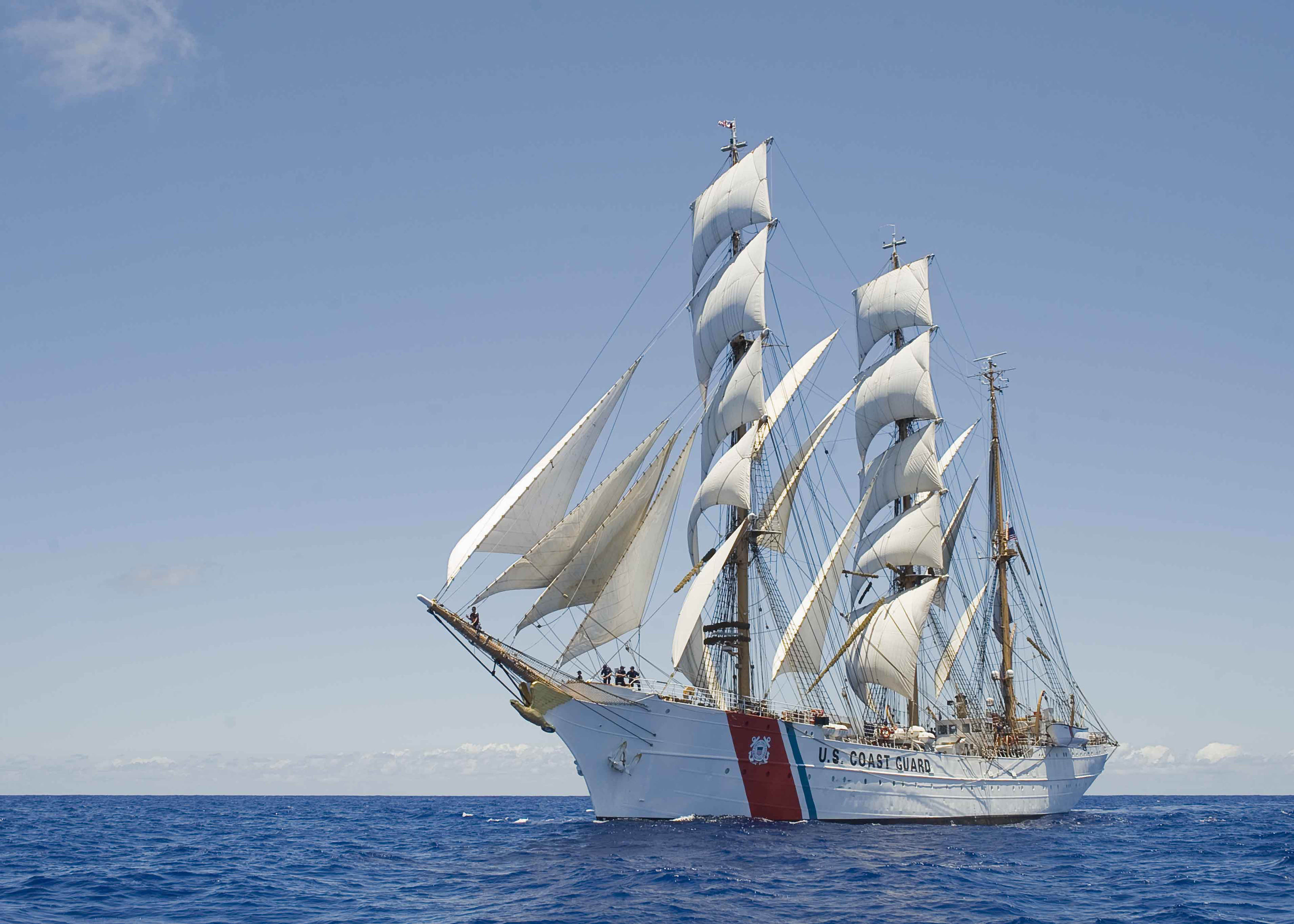
訓練航海中のイーグル

艦船や航空機の塗装はアメリカ沿岸警備隊のシンボルカラーである白青赤の三色が使われており、基本的には白地に赤の帯と青のラインが入る。

### 船艇
カッター（巡視船）
- バーソルフ級カッター
- ハミルトン級カッター
- リライアンス級カッター
- ベア級カッター
- アイランド型カッター
- センチネル型カッター
- キーパー級カッター

ボート（巡視艇）
- マリンプロテクター型沿岸警備艇

帆船
- イーグル (帆船) - ドイツから戦後賠償として取得されたバーク（帆船）。士官学校の訓練で使用される。

### 航空機
- P-3
- HH-3F ペリカン
- HH-65 ドルフィン
- HH-60J ジェイホーク
- HC-144A オーシャン・セントリー
- HC-130J/H ハーキュリーズ/EC-130V
- HU-25 ガーディアン
- VC-37A
- MH-68A スティングレイ
- イーグル・アイ

### 銃器
- SIG SAUER P229
- レミントンM870
- M16A2
- M4カービン
- スプリングフィールドM14
- M240機関銃
- ブローニングM2重機関銃

## 特殊部隊
- 海洋保安部隊 (MSST: Maritime Safety and Security Team)
- 海洋保安即応部隊 (MSRT: Maritime Security Response Team)

## 旗および記章

隊旗
船艇旗（軍艦旗に相当）
船体用標識
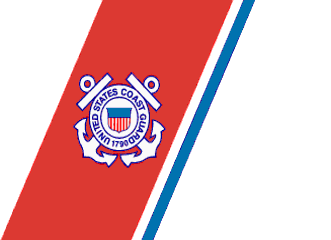
部隊旗
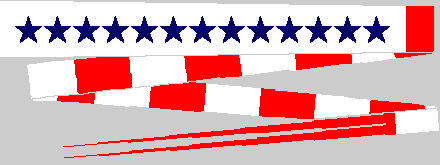
ペナント
別形式の紋章

長官旗
旧副長官旗[注 1]
新副長官旗[注 2]
大将旗（階級旗）
中将旗（階級旗）
上級少将旗（階級旗）
下級少将旗（階級旗）

## 題材となった作品
- トップガン(1986年)
- 守護神(2006年）
- ザ・ブリザード (2016年)
- シカゴP.D.